# L'ombra della vendetta - Five Minutes of Heaven
L'ombra della vendetta - Five Minutes of Heaven è un film del 2009 diretto da Oliver Hirschbiegel.
Film per la televisione su una sceneggiatura originale di Guy Hibbert, che è stato poi presentato in vari festival cinematografici e distribuito nelle sale di molti paesi.

## Trama
Lurgan, Irlanda del Nord, anni '70. In pieno conflitto civile, con le forze dell'IRA in violento contrasto con i lealisti dell'Uvf (Ulster Volunteer Force), che in particolare mirano a infierire sulla popolazione cattolica, accusata di fornire effettivi all'esercito repubblicano. Il leader di una cellula dell'Uvf, Alistair Little, in cerca di rappresaglia, uccide un giovane cattolico, James Griffin, proprio davanti agli occhi del fratello minore Joe, che guarda inorridito. Tuttavia, Little viene arrestato e condannato a 12 anni di carcere.
Dopo venticinque anni, i media fanno incontrare Alistair Little e Joe Griffin, per cercare un riscatto ideale da parte di Little e concludere così mezzo secolo di guerre e lotte fratricide. Ma non sarà facile far desistere Joe dall'occasione di vendicare il fratello perduto.

## Produzione
Il film è stato prodotto dalla collaborazione tra le seguenti aziende: BBC Films, Big Fish Films, Bórd Scannán na hÉireann, Element Pictures, Irish Film Board (fondi), Northern Ireland Screen, Pathé!, Ruby Films. Gli effetti visivi sono a opera della Windmill Lane Pictures, mentre di quelli speciali si è occupata la Team FX. Il catering è stato organizzato dalla Simply Good Food, dell'illuminazione si è occupata la Panalux, mentre i costumi e le parrucche sono stati forniti dalla Angels the Costumiers. Le scene sono state girate per quattro settimane dal maggio al giugno 2008 completamente nell'Irlanda del Nord, più precisamente a Newtownards e Ballybeen (entrambi nella contea di Down, Larne (contea di Antrim, Belfast, Glenarm Castle (Ballymena), e Lurgan (contea di Armagh).
Sono quattro le colonne sonore del film: A Glass of Champagne, scritta da Georg Kajanus e cantata dai Sailor; Dynamite, cantata dai Mud; Birth e Holy Pictures, entrambe cantate da David Holmes.

## Promozione
La tagline del film è la seguente:
- To face the future, they must face the past.
  - Per affrontare il futuro, devono affrontare il passato.

## Distribuzione
Il trailer ufficiale della pellicola è stato distribuito su YouTube il 13 luglio 2009.
Il film prima di approdare nelle sale cinematografiche è stato presentato in numerosi festival cinematografici: il 19 gennaio 2009 al Sundance Film Festival (Stati Uniti); il 17 agosto al Sarajevo Film Festival (Bosnia ed Erzegovina); il 27 settembre al Helsinki International Film Festival (Finlandia); il 10 ottobre al Pusan International Film Festival (Corea del Sud); il 12 ottobre al Gent International Film Festival (Belgio); il 19 ottobre al Tokyo International Film Festival (Giappone); il 26 novembre al Festival del cinema di Stoccolma (Svezia); il 4 dicembre al Camerimage Film Festival (Polonia); il 6 marzo 2010 al Pantalla Pinamar Festival (Argentina).
Il film è stato distribuito nei cinema di tutto il mondo con date, e titoli differenti: in Irlanda il 27 febbraio 2009 dalla Element Pictures Distribution; in Bahrain il 13 giugno; in Portogallo il 23 luglio con il nome Cinco Minutos de Paz; in Francia il 29 luglio dalla Pathé; in Grecia il 27 agosto; ad Ottawa il 18 settembre come A l'ombre de la vengeance; in Norvegia il 27 novembre; in Australia il 18 marzo 2010; in Spagna il 9 aprile come Cinco minutos de gloria; in Kuwait il 3 giugno; in Germania il 17 giugno; nei Paesi Bassi il 29 luglio dalla Benelux Film Distributors; in Argentina il 5 agosto dalla Distribution Company; in Belgio il 20 ottobre dalla Benelux Film Distributors; in Italia l'8 novembre 2012.
La prima visione televisiva nel Regno Unito è avvenuta il 5 aprile 2009, mentre in Ungheria il 7 novembre. In Svezia la première della distribuzione dei DVD del film è avvenuta il 10 marzo 2010, in Giappone il 2 luglio dello stesso anno, e in Italia l'8 novembre 2012.

### Censura
Il film è stato vietato ai minori di 12 anni in Germania e Portogallo (non accompagnati da un adulto); 13 anni in Argentina; 14 non accompagnati da un adulto ad Ontario; 15 in Norvegia, Irlanda (non accompagnati da un adulto), Svezia, e Regno Unito. In Canada è stato invece valutato M (Recommended for mature audiences), ovvero sconsigliato ai minori di 15 anni. A Singapore e nei Paesi Bassi è stato censurato ai minori di 16 anni. Il divieto più severo è quello statunitense, dove la Motion Picture Association of America (MPAA), ha classificato la pellicola R (restricted), ovvero vietato ai minori di 17 anni non accompagnati dai genitori.

## Accoglienza
Nel primo week-end di apertura il film incassa $ 15.676 e $4.278 in Nuova Zelanda. In tutto in patria guadagna $ 15.676, mentre all'estero $ 72.230, di cui $ 6.192 in Australia, $ 23.579 in Grecia, $ 10.776 nei Paesi Bassi, e $ 31.683 in Nuova Zelanda.
La pellicola viene accolta abbastanza positivamente: su IMDB ottiene un punteggio di 6.8/10; su Comingsoon 4/5; su Movieplayer 3/5; su FilmTV 7.1/10.